# Louis Zutter
Jules Alexis Louis Zutter (ur. 2 grudnia 1856 w Les Ponts-de-Martel, zm. 10 listopada 1946 w Boudry) – szwajcarski gimnastyk, zdobywca złotego i dwóch srebrnych medali na Igrzyskach Olimpijskich w 1896 roku w Atenach.
Zutter zdobył złoto w ćwiczeniach na koniu z łękami, a srebro w ćwiczeniach na poręczach i skoku przez konia.